# 그레틀 브라운
마르가레테 베르타 "그레틀" 브라운(독일어: Margarete Berta "Gretl" Braun, 1915년 8월 31일~1987년 10월 10일)은 에바 브라운의 두 자매 중 한 명이었다. 그녀는 베르그호프에서 아돌프 히틀러의 내부 사교계의 일원이었다. 그레틀은 히틀러가 에바와 결혼한 지 40시간도 안 되어 처제가 되었다.
브라운은 1944년 6월 3일 히틀러의 친위대 사령관 헤르만 페겔라인과 결혼했다. 제2차 세계 대전의 막바지에 페겔라인은 탈영을 위해 총살되었다. 그레틀은 나치 정권과의 유대에도 불구하고 전쟁에서 거의 완전히 다치지 않고 살아남았다. 그녀는 이름을 바꾸고, 재혼했고, 1987년에 죽을 때까지 조용한 삶을 살았다.

## 생애
브라운은 학교 선생님 프리츠 브라운과 재봉사 프란치스카 크론베르거의 세 명의 딸 중 막내였다. 16세의 나이로 중학교를 중퇴한 후, 그녀는 나치당의 공식 사진작가인 하인리히 호프만의 사진 회사에서 점원으로 일했고, 그녀의 여동생 에바도 고용했다. 히틀러는 자매들에게 1935년 8월 뮌헨에 침실 3개짜리 아파트를 제공했고, 다음 해에는 보겐하우젠에 별장을 제공했다.  그들의 아버지는 이 협정이 마음에 들지 않았고 히틀러에게 편지를 써서 항의했다. 1943년 그레틀은 바이에른 주립 사진학교에 입학했다.

## 베르그호프에서 에바와 함께
그레틀은 바이에른 알프스의 오버잘츠베르크에 있는 히틀러의 베르그호프 수련회에서 에바와 많은 시간을 보냈고, 그곳에서 에바는 재미있게 놀고, 담배를 피우고, 질서정연함과 시시덕거리면서 공식적인 분위기를 즐겼다. 히틀러의 비서인 트라우들 융에에 따르면, 히틀러는 그녀에게 왜 그가 흡연을 싫어하는지 자세히 설명했지만, 그녀는 그 습관을 포기하지 않았다. 그레틀은 히틀러의 친위대 부관 프리츠 다게스에게 홀딱 반했지만, 1944년 회의에서 반항적인 발언을 한 후 히틀러에 의해 갑자기 해임되고 동부 전선의 부대를 지휘하기 위해 배치되었다.

## 결혼
1944년 6월 3일, 그녀는 나치 친위대의 하인리히 힘러의 연락관이었던 헤르만 페겔라인과 결혼했다. 그들의 결혼식은 잘츠부르크의 미라벨 궁전에서 히틀러, 힘러, 마틴 보르만을 증인으로 두고 열렸다. 그녀의 여동생 에바가 모든 결혼 준비를 했다. 베르그호프에서의 결혼 피로연과 오베르살츠베르크의 독수리 둥지에서의 파티는 3일 동안 계속되었다. 이 결혼은 히틀러에게 에바와의 공식적인 연결고리와 그녀를 공공 행사에 포함시키는 이유를 제공했다. 페겔라인은 유명한 바람둥이였고 많은 외도를 했다.

## 제3제국의 몰락
그레틀이 결혼한 지 3일 후 노르망디 상륙작전이 벌어졌다. 1944년 7월 14일, 베르그호프의 사교계는 히틀러가 그의 군 사령부로 떠났을 때 사실상 끝났다. 1945년 1월 19일, 그레틀과 에바는 베를린에 있는 독일 수상 관저에 도착했지만, 2월 9일에 베르흐테스가덴으로 떠났다. 에바는 나중에 혼자 돌아왔다. 4월 23일, 그녀는 그레틀에게 자신의 마지막 편지를 썼고, 모든 사업 서류를 파기하되, 개인적인 서신은 유지하거나 매장해 달라는 요청을 포함시켰다. 이 문서들 중 어떤 것도 발견되지 않았다.
1945년 4월 28일 남편이 총통 벙커에서 실종된 후 베를린의 한 아파트에서 탈영한 혐의로 체포되었을 때 그레틀은 임신 중이었고 여전히 베르그호프에 있었다. 처음에 히틀러는 에바를 고려하여 페겔라인에게 베를린 방어 임무를 부여하는 것을 고려했다. 그러나 힘러가 서방 연합군에 항복하겠다는 제안을 들은 후, 히틀러는 힘러를 체포하고 페겔레인을 사살하라고 명령했다. 히틀러는 4월 29일 이른 아침에 에바 브라운과 결혼했다. 1945년 4월 30일 오후, 부부는 자살했다. 1945년 5월 5일, 그레틀은 오버잘츠베르크에서 에바 바르바라라는 이름의 딸을 낳았다. 에바 바르바라는 1971년에 그녀의 남자친구가 교통사고로 죽은 후 자살했다.

## 말년
브라운은 1954년 2월 6일 뮌헨에서 쿠르트 베를링호프와 재혼했다. 1987년 10월 10일 72세의 나이로 바이에른주 슈타인가덴에서 사망하였다.

### 참고 문헌
- Beevor, Antony (2002). 《Berlin: The Downfall 1945》. Viking-Penguin Books. ISBN 978-0-670-03041-5.
- Bullock, Alan (1999) [1952]. 《Hitler: A Study in Tyranny》. New York: Konecky & Konecky. ISBN 1-56852-036-0.
- Görtemaker, Heike B. (2011). 《Eva Braun: Life with Hitler》. New York: Alfred A. Knopf. ISBN 978-0-307-59582-9.
- Joachimstaler, Anton (1999) [1995]. 《The Last Days of Hitler: The Legends, The Evidence, The Truth》. Brockhampton Press. ISBN 978-1-86019-902-8.
- Junge, Traudl (2003).  Müller, Melissa, 편집. 《Until the Final Hour: Hitler's Last Secretary》. London: Weidenfeld & Nicolson. ISBN 978-0-297-84720-5.
- Kershaw, Ian (2008). 《Hitler: A Biography》. W.W. Norton. ISBN 978-0-393-06757-6.
- Knopp, Guido (2003). 《Hitler's Women》. New York: Routledge. ISBN 978-0-415-94730-5.
- Lambert, Angela (2006). 《The lost life of Eva Braun》. London: Century. ISBN 978-1-84413-599-8.
- Linge, Heinz (2009) [1980]. 《With Hitler to the End: The Memoir of Hitler's Valet》. Frontline Books-Skyhorse Publishing. ISBN 978-1-60239-804-7.
- Miller, Michael (2006). 《Leaders of the SS and German Police, Vol. 1》. R. James Bender Publishing. ISBN 978-93-297-0037-2.
- Williamson, Gordon (2006). 《The SS: Hitler's Instrument of Terror》. New York: Barnes & Noble Publishing. ISBN 978-0-7607-8168-5.